# Fridhems Ambra
| Årets häst     |                |                   |
| 1998           | 1999           | 2000              |
| Viking Kronos  | Fridhems Ambra | Victory Tilly     |
| Lutfi Kolgjini | Ove Ousbäck    | Stig H. Johansson |

Fridhems Ambra, född 30 maj 1994, död 12 juli 2023 i Öglunda, var en svensk varmblodig travhäst som tävlade mellan 1997 och 2003. Hon tränades av Ove Ousbäck och kördes av Stefan Söderkvist. Hon räknas som ett av de bästa svenska stona någonsin.

## Historia

### Som unghäst
Fridhems Ambra föddes upp av paret Lotta och Ove Ousbäck, som även blev hennes skötare och tränare under tävlingskarriären. Hon kom oftast att köras av kusken Stefan Söderkvist, men även av Sven Berggren. Under hösten och vintern 1996 gjorde hon sin debut på tävlingsbanan i ett poänglopp, samt ett kvallopp.
Som treåring i mars 1997 gjorde hon tävlingsdebut på hemmabanan Axevalla, och segrade i loppet trots galopp. Som treåring tog hon 6 segrar på 10 starter, bland annat i Grupp 2-loppet Guldstoet. Hon anmäldes dock aldrig till årgångsloppen, bland annat Svenskt Trav-Kriterium och Svenskt Travderby. Hon inledde fyraåringssäsongen med fem raka segrar, och under året segrade hon i bland annat Queen L:s Lopp och Breeders' Crown för fyraåriga ston. Under hela fyraåringssäsongen tog hon hela 13 segrar på 16 starter.

### In i eliten
Tillsammans med kusken Stefan Söderkvist skulle de stora framgångarna komma som femåring. Under året segrade hon bland annat i Grupp 1-loppen Årjängs Stora Sprinterlopp och Hugo Åbergs Memorial. Hon kom även på andra plats i Jubileumspokalen och Sundsvall Open Trot, och på tredje plats i Algot Scotts Minne. Hon bjöds även in till 1999 års upplaga av Elitloppet på Solvalla, där hon kom på fjärde plats i både kvalheat och final. 1999 tilldelades hon även utmärkelsen Årets häst.
Sexåringssäsongen 2000 började i Frankrike, där Fridhems Ambra startade i Prix de Belgique på Vincennesbanan, tillsammans med Stefan Söderkvist. Ekipaget slutade på andra plats i loppet, och kvalade därmed in till Prix d'Amérique. Väl i Prix d'Amérique kom ekipaget på nionde plats. Som sjuåring 2001 segrade hon i Sto-SM, Hallandsmästaren, Konung Carl XVI Gustafs Silverhäst, och kom på andra plats i Jämtlands Stora Pris och Silverörnen. Även detta år bjöds hon in till årets upplaga av Elitloppet, där hon slutade på fjärde plats i kvalheatet, och på sjätte plats i finalheatet. Hennes största seger som åttaåring 2002 kom i Forus Open i Norge. Under hennes sista säsong som tävlingshäst segrade hon i ett uttagningslopp till Olympiatravet, samt Arvid Stjernswärds Minneslöpning. I maj 2003 kom beskedet att Fridhems Ambra slutar att tävla för att istället vara verksam som avelssto.

### Som avelssto
Fridhems Ambra har till 2020 fått 7 stycken svenskregistrerade avkommor.